# 元祖おかもと
元祖おかもと（がんそおかもと、1961年8月19日 - ）は、日本の喜劇俳優。所属事務所はプラーネ。本名、岡本 昌治（おかもと まさはる）。

## 来歴・人物
大阪府大阪市出身。浪速高等学校を経て、近畿大学卒業。赤井英和とは高校・大学を通じてのボクシング部の先輩・後輩の関係にある。2008年R-1ぐらんぷりにアマチュアで挑戦。『赤井組の岡本さん』の芸名で準決勝に進出したことから芸能界に遅咲きデビュー。俳優として赤井英和主演の舞台にサラリーマン時代から出演し、脇役として元重量級ボクサーのパンチの効いた演技と繊細な芸風、オヤジ世代ならではの濃いキャラクターで、一種独特のお笑いと人物像を作り出している。
身長180cm、体重110kgのO型。
モノマネから漫談、一人コントで子供からお年寄りまでを爆笑の渦に巻き込む。
『なにわ友あれ赤井英和』では、同じくボクシング部の後輩の和泉修らに勧められ、素人ながらそのキャラクターと才能を発揮し準レギュラーで出演していた。

## 略歴
- 1995年 - 『なにわ友あれ赤井英和』に準レギュラーとして出演。
- 2000年 - 『浪花人情パラダイス』（原案：じゃりン子チエ）に出演。
- 2003年 - 『人情喜劇おもろい町』（原案：じゃりン子チエ）全国公演に出演。
- 2008年 - 『R-1ぐらんぷり2008』の準決勝に進出。プロの芸人・役者としてデビュー

## 出演

### 舞台
- 浪花人情パラダイス（2000年、中日劇場）
- 人情喜劇おもろい町（2003年、全国公演）
- 神野美伽特別公演『おかみさん奮闘記』（2007年、新歌舞伎座）
- 神野美伽特別公演『およどんお玉と熊ぐす博士』（2008年、新歌舞伎座）
- わが町（2009年、サンケイホールブリーゼ）
- 『浪花の爛』道頓堀の星（2009年、中央公会堂）

### テレビ番組
- なにわ友あれ赤井英和（毎日放送）
- 新・ミナミの帝王（関西テレビ）

### 音楽
- 串かつ（二度付け禁止）赤井英和 with ICHIMONKAI（2009年）

### オリジナルビデオ
- 仲橋栄治波乱万丈伝（2005年）
- 串かつ（二度付け禁止）PV（2009年）